# Veliki požar v Rimu
Veliki požar v Rimu je bil mestni požar, ki je izbruhnil julija leta 64. Požar se je začel v trgovinah okoli rimskega kočijaškega stadiona Circus Maximus v noči na 19. julij. Po šestih dneh so ogenj spravili pod nadzor, a preden so škodo lahko ocenili, je ogenj tlel in gorel še tri dni. V požaru sta bili uničeni dve tretjini Rima.
Po Tacitu in poznejši krščanski tradiciji je cesar Neron krivil krščansko skupnost v mestu in ji očital opustošenje ter s tem sprožil prvo preganjanje cesarstva nad kristjani. Vendar pa nekateri sodobni zgodovinarji, med njimi prinstonski klasik Brent Shaw, dvomijo v razlago, da je Neron za ogenj krivil kristjane.

## Ozadje

### Neron
Neron je bil leta 54, v starosti 16 let razglašen za cesarja. Njegova vladavina je bila pogosto povezana z impulzivnostjo in tiranijo. Že zgodaj v vladanju so mu močno svetovali, počasi pa se je osamosvojil. Leta 59, ko ga je spodbudila ljubica Poppaea, je Neron umoril svojo mamo. Njegov vodilni svetovalec Seneca je bil odpuščen in prisiljen storiti samomor. Potem ko se je leta 64 zgodil Veliki požar, se je govorilo, da je Neron ukazal zažgati, da bi ogenj naredil prostor za novo palačo.

### Tacit
Publij Kornelij Tacit je bil senator in zgodovinar Rimskega cesarstva. Njegov točen datum rojstva ni znan, vendar ga večina virov uvršča bodisi v leto 56 ali 57 let našega štetja. Njegovi dve glavni deli, Anali in Zgodovine, sta zajemali zgodovino cesarstva med letoma 14 in 96 n. št.. Velik del pa je bil izgubljen, vključno s knjigami, ki pokrivajo dogodke po letu 70. V času požara je bil star le 8 let, vendar je znal uporabiti javne evidence in poročila, da je napisal natančen opis.

## Izbruh in napredovanje požara
Po besedah Tacita se je ogenj začel v trgovinah, kjer je bilo shranjeno vnetljivo blago, v regiji Cirkusa v sosednjih rimski gričih Celijo in Palatin. Noč je bila vetrovna in plameni so se hitro širili po celotni dolžini Cirkusa. Požar se je razširil na območje ozkih, zasukanih ulic in tesno nameščenih stanovanjskih blokov. Na tem spodnjem območju starega Rima ni bilo velikih zgradb, kot so templji ali odprta območja, ki bi ovirali plamen. Nato se je razširil po pobočju Palatina in Celija. Prebivalstvo je najprej pobegnilo na območja, ki jih požar še ni prizadel, nato pa na odprta polja in podeželske ceste zunaj mesta. Poročali so, da so razbojniki in požigalci širili ogenj tako, da so metali bakle ali, če so delali v skupinah, ovirali ukrepe za zaustavitev ali upočasnitev napredovanja ognja. Požar je prenehal po šestih dneh neprekinjenega gorenja. Vendar se je kmalu obnovič in gorel še tri dni.

## Potem
Po besedah Tacita je bil Neron oddaljen od Rima, v Antiumu, ko je izbruhnil ogenj. Neron se je vrnil v mesto in sprejel ukrepe za oskrbo s hrano in odprl vrtove in javne zgradbe za sprejem beguncev. Od 14 okrožij v Rimu so bila 3 popolnoma opustošena, 7 večjih je bilo zmanjšanih na nekaj ožganih in razgaljenih ruševin, le 4 so se izognili škodi. Požar je uničil večinoma vse, s čimer je prišel v stik zaradi slabo zgrajenih in vzdrževanih hiš, ki so bile pollesene. Tempelj Jupitra Statorja, Hiša vestalk in Neronova palača, Domus Transitoria so bili uničeni. Uničen v požaru je bil tudi del Foruma, kjer so živeli in delali rimski senatorji. Vendar je odprti trgovski center sredi foruma ostal in postal trgovsko središče. Obtožbe Nerona, da je zanetil požar, so še poslabšale njegovo možnost, da bi obnovil požgane soseske v grškem slogu in začel gradnjo svoje nove palače. Nova palača, znana kot Domus Aurea (Zlata hiša), bi bila masivna in bi pokrivala tretjino Rima.

## Različni zgodovinski zapisi
Zgodovinski podatki o dogodku so različni iz treh sekundarnih virov – Kasij Dion, Svetonij in Tacit. Primarni zapisi, ki so morda vključevali zgodovino, ki so jo napisali [[Fabius Rusticus, Marcus Cluvius Rufus in Plinij starejši, niso ohranjeni. V zvezi z Neronom in požarom kroži vsaj šest ločenih zgodb:
- Motiviran z željo po uničenju mesta je Neron na skrivaj poslal moške, ki so se pretvarjali, da so pijani, da so ga požgali. Neron je to opazoval iz svoje palače na Palatinskem griču, pele in igral liro.[12]
- Neron je bil motiviran za uničenje mesta, da bi lahko po svoji podobi obšel senat in obnovil Rim. [5]
- Neron je precej odkrito poslal ljudi, da so zažgali mesto. Neron je gledal iz Mecenskega stolpa na Eskvilinu in pel.
- Neron je poslal ljudi, da so požigali v mestu. Pojavile so se nepotrjene govorice, da je Neron med požarom pel na zasebnem odru.[13]
- Požar je bil nesreča, ki se je zgodila, ko je bil Neron v Antiumu.[14]
- Govori se, da je Neron zanetil požar. Da bi za to krivili nekoga drugega (in s tem oprostili Nerona), naj bi požar povzročili že nepriljubljeni kristjani.[15]

## Kulturne reference
- Zgodovinska fantastika Henryka Sienkiewicza Quo Vadis močno nakazuje, da je Neron ukazal Tigelinu, da je podžgal Rim. V romanu se Neron večkrat pritožuje nad vonjem Rima, izraža željo po nadomestitvi svojih skromnih sosesk z lepšim mestom in navdih išče, da bi napisal pesem, ki bi prekašala delo Homerja ali Vergila, ki opisujeta požig Troje.
- V četrti epizodi znanstveno fantastične serije Doctor Who iz leta 1965, Doktor po nesreči vžge Neronove načrte o novem Rimu, kar daje Neronu idejo, da bi Rim zažgal, tako da bo senat prisiljen znova zgraditi Rim.
- Računalniški program za avtorizacijo optičnih diskov, Nero Burning ROM, je bil imenovan v povezavi z Neronom in njegovo povezanostjo z velikim požarom v Rimu.
- Norveška skupina Ulver je leta 2017 izdala album z naslovom The Assassination of Julius Cezar, ki se je začel s pesmijo Nemoralia o velikem požaru v Rimu. Besedilo vključuje »Nero prižge noč / 18. do 19. julija, leta 64«, med drugimi sklici na ta zgodovinski dogodek, čeprav beseda 'ogenj' nikoli ni izrecno omenjena.